# Cour d'appel de Montpellier
La cour d'appel de Montpellier du Palais de justice connaît des affaires jugées par les tribunaux de son ressort qui s'étend sur les départements de l'Aude, de l'Aveyron, de l'Hérault et des Pyrénées-Orientales.

## Tribunaux du ressort
| -                   | 6 tribunaux judiciaires  | 6 conseils de prud'hommes | 6 tribunaux de commerce  |
| ------------------- | ------------------------ | ------------------------- | ------------------------ |
| Aude                | - Carcassonne - Narbonne | - Carcassonne - Narbonne  | - Carcassonne - Narbonne |
| Aveyron             | - Rodez                  | - Rodez                   | - Rodez                  |
| Hérault             | - Béziers - Montpellier  | - Béziers - Montpellier   | - Béziers - Montpellier  |
| Pyrénées-Orientales | - Perpignan              | - Perpignan               | - Perpignan              |